# سیلگرد
سیلگرد یکی از روستاهای استان آذربایجان شرقی است که در دهستان شجاع بخش مرکزی شهرستان جلفا واقع شده‌است.این روستا ۳۴۵ نفر جمعیت دارد.